# Regius Professor of Clinical Surgery
Regius Professorship of Clinical Surgery är en professur vid Edinburghs universitet.
Lärostolen instiftades av Georg III 1802 och är en av flera poster som Regius Professor vid lärosätet.

## Innehavare
- James Russell (1802)
- James Syme (1833)
- Joseph Lister (1869)
- Thomas Annandale (1877)
- Francis Mitchell Caird (1908)
- Harold Stiles (1919)
- John Fraser (1927)
- James Learmonth (1946)
- John Bruce (1956)
- Patrick Forrest (1971)
- David Carter (1988)
- O. James Garden (2000)